# Tragulus
Tragulus Brisson, 1762 è uno dei tre generi in cui viene suddivisa la famiglia dei Tragulidi. In greco Tragos significa «capra», mentre il suffisso latino –ulus vuol dire «minuscolo». Con un peso variabile tra i 700 g e gli 8 kg, e una lunghezza di 40-75 cm, i traguli di questo genere sono i più piccoli ungulati del mondo, malgrado le specie più grandi superino per dimensioni alcune antilopi del genere Neotragus. L'areale di questi traguli è ristretto all'Asia sud-orientale, dalla Cina meridionale (Yunnan meridionale) fino alle Filippine (Balabac) e Giava. In seguito ad una recente revisione tassonomica, alcune specie di questo genere sono divenute poco conosciute, ma si ritiene che siano prevalentemente notturne e che si nutrano di foglie, frutti, erba e altri vegetali che trovano nel fitto sottobosco delle foreste in cui vivono. Vivono solitarie o in coppia e i maschi possiedono canini allungati (le corna non sono presenti in nessuno dei due sessi) impiegati nei combattimenti. Diversamente da altri membri della loro famiglia, i traguli del genere Tragulus non presentano strisce o macchie chiare evidenti sulla regione superiore.

## Tassonomia
Originariamente, all'interno del genere Tragulus venivano riconosciute solamente due specie: T. napu, di maggiori dimensioni, e il più piccolo T. javanicus. Nel 2004, in seguito ad una revisione tassonomica, due sottospecie di T. napu sono state elevate al rango di specie, T. nigricans e T. versicolor, e lo stesso è avvenuto ad altre due razze di T. javanicus, T. kanchil e T. williamsoni. Dopo queste variazioni, T. kanchil e T. napu sono risultate le due sottospecie più numerose, mentre le rimanenti si trovano soltanto in areali piuttosto ristretti (sebbene in Indocina sia piuttosto difficile riuscire a determinare con esattezza la distribuzione delle varie specie).
Le specie attualmente riconosciute sono:
- Tragulus javanicus (Osbeck, 1765) - tragulo di Giava;
- Tragulus kanchil (Raffles, 1821) - tragulo minore o kanchil;
- Tragulus napu (F. Cuvier, 1822) - tragulo maggiore;
- Tragulus nigricans Thomas, 1892 - tragulo delle Filippine;
- Tragulus versicolor Thomas, 1910 - tragulo del Vietnam;
- Tragulus williamsoni Kloss, 1916 - tragulo di Williamson.